# Hersfeld-Rotemburgo
Hersfeld-Rotemburgo (em alemão: Hersfeld-Rotenburg) é um distrito da Alemanha, na região administrativa de Kassel, estado de Hesse.

## Cidades e Municípios
- Cidades:

1. Bad Hersfeld
2. Bebra
3. Heringen (Werra)
4. Rotemburgo do Fulda

- Municípios:

1. Alheim
2. Breitenbach am Herzberg
3. Cornberg
4. Friedewald
5. Hauneck
6. Haunetal
7. Hohenroda
8. Kirchheim
9. Ludwigsau
10. Nentershausen
11. Neuenstein
12. Niederaula
13. Philippsthal (Werra)
14. Ronshausen
15. Schenklengsfeld
16. Wildeck